# Bubbles Hawkins
Robert L. Hawkins, detto Bubbles (Detroit, 30 giugno 1954 – Detroit, 28 novembre 1993), è stato un cestista statunitense, professionista nella NBA.

## Carriera
Venne selezionato dai Golden State Warriors al terzo giro del Draft NBA 1975 (51ª scelta assoluta).